# Afareo (scrittore)
Afareo (in greco antico: Ἀφαρεύς?, in latino Aphareus; Atene, IV secolo a.C. – ...) è stato un oratore e poeta ateniese.

## Biografia
Figlio del filosofo platonico Ippia, dopo la morte del padre, sua madre Platane si risposò con Isocrate, che lo adottò e alla cui scuola fu cresciuto. Afereo scrisse discorsi giudiziari e deliberativi e compose a nome di Isocrate; pronunciò inoltre un'orazione giudiziaria contro Megaclide.
Secondo Plutarco, Afareo scrisse trentasette tragedie, ma la paternità di alcune di esse era dubbia. La sua attività di tragediografo iniziò nel 369 a.C. e continuò fino al 342 a.C. Ottenne due vittorie alle Dionisie e due alle Lenee. Delle sue opere tragiche non ci è tuttavia pervenuto alcun frammento e nemmeno un titolo.